# Вояки з Ріаче
Вояки з Ріаче, Бронза з Ріаче (італ. Bronzi di Riace) — дві повнорозмірні давньогрецькі бронзові статуї оголених бородатих воїнів, відлиті приблизно в 460—450 рр. до н. е., що були підняті з дна моря поблизу селища Ріаче в 1972 році та стали археологічною і мистецькою сенсацією.

## Знаходження
16 серпня 1972 року аквалангіст Стефано Маріоттіні з Риму, що пірнав поблизу селища Ріаче на узбережжі Іонічного моря (Калабрія, Італія), побачив на морському дні людську руку. Наляканий Стефано вирішив, що це труп. Детальне дослідження місця знахідки довело, що це не труп, а скульптура, занурена в пісок. Виявилося, що скульптур дві.
Маріоттіні сповістив про знахідку знайомих і мав розмову з посадовцем з охорони культурного надбання. Посадовець склав процесуальний протокол пояснень Стефано Маріоттіні від 17 серпня 1972 року, де той зазначив, як знайшов скульптури в морі на відстані 300 метрів від берега. На місце знахідки негайно прибули карабінери-охоронці та археологи з центру області. Вони й підняли з моря обидві скульптури, які перевезли в Реджо-Калабрію.
Первісна реставрація двох скульптур тривала до січня 1975 року, коли стало зрозуміло, що повне відновлення скульптур у місцевій майстерні неможливе. Їх перевозять у Флоренцію до сучасного реставраційного центру.
Водночас уже фахівці дослідили місце знахідок. Поряд зі скульптурами не було знайдено залишків човна чи якихось артефактів, які б додавали нові факти чи пояснювали обставини перебування скульптур у цьому районі. Вирішили, якщо човен і потонув, то був зруйнований морем, а його залишки віднесла в інше місце підводна течія.

## Калабрія в античні часи

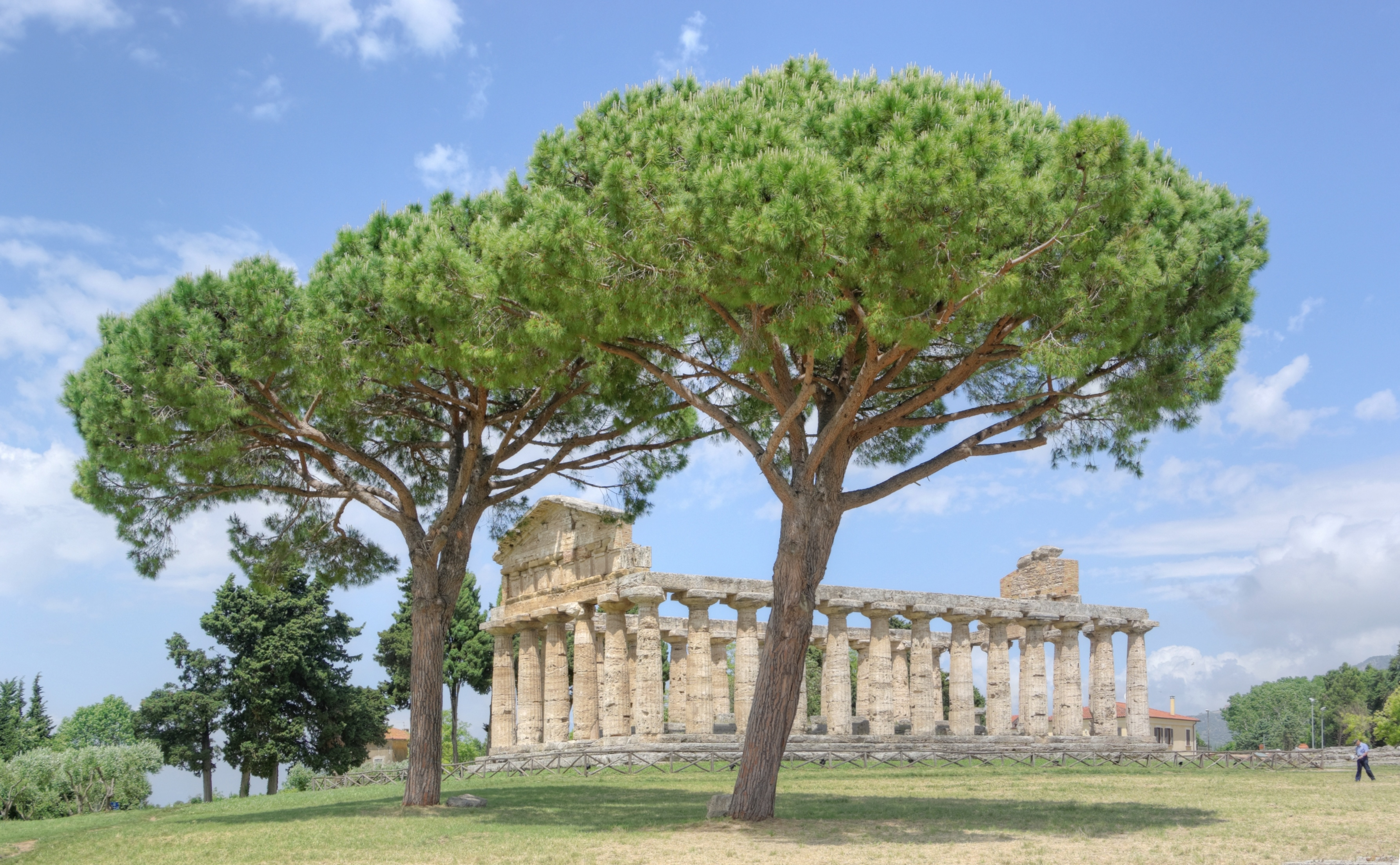
Храм Афіни в Пестумі, 2005

Калабрія та Сицилія були колонізовані в античні часи переселенцями з Греції. На узбережжі Калабрії були відомі порти — Кротон, Лоций, Регій. Можливо, в один з них і йшов човен з бронзовими скульптурами. На північ від Калабрії — сучасна Луканія, де випадково збереглися кам'яні храми Стародавньої Греції VI—V ст. до н. е. на руїнах міста Пестум. Пестум теж починався як грецький порт, але болотяні землі й неякісна вода змусили греків-переселенців перенести поселення далі від моря.
Середньовічний Пестум був пограбований та зруйнований арабськими завойовниками і мешканці його покинули у IX столітті, проте якісно вибудовані храми з вапняку збереглися.

## Перша реставрація
Перша серйозна реставрація відбулася у Флоренції у відомому реставраційному центрі Головного управління Тоскани. Перша реставрація в Реджо та у Флоренції тривала близько восьми років — коли у 1980 році скульптури показали на виставках. Спершу — шість місяців у Археологічному музеї Флоренції, а потім — у Римі, що викликало музейний бум у містах.

## Дослідження скульптур

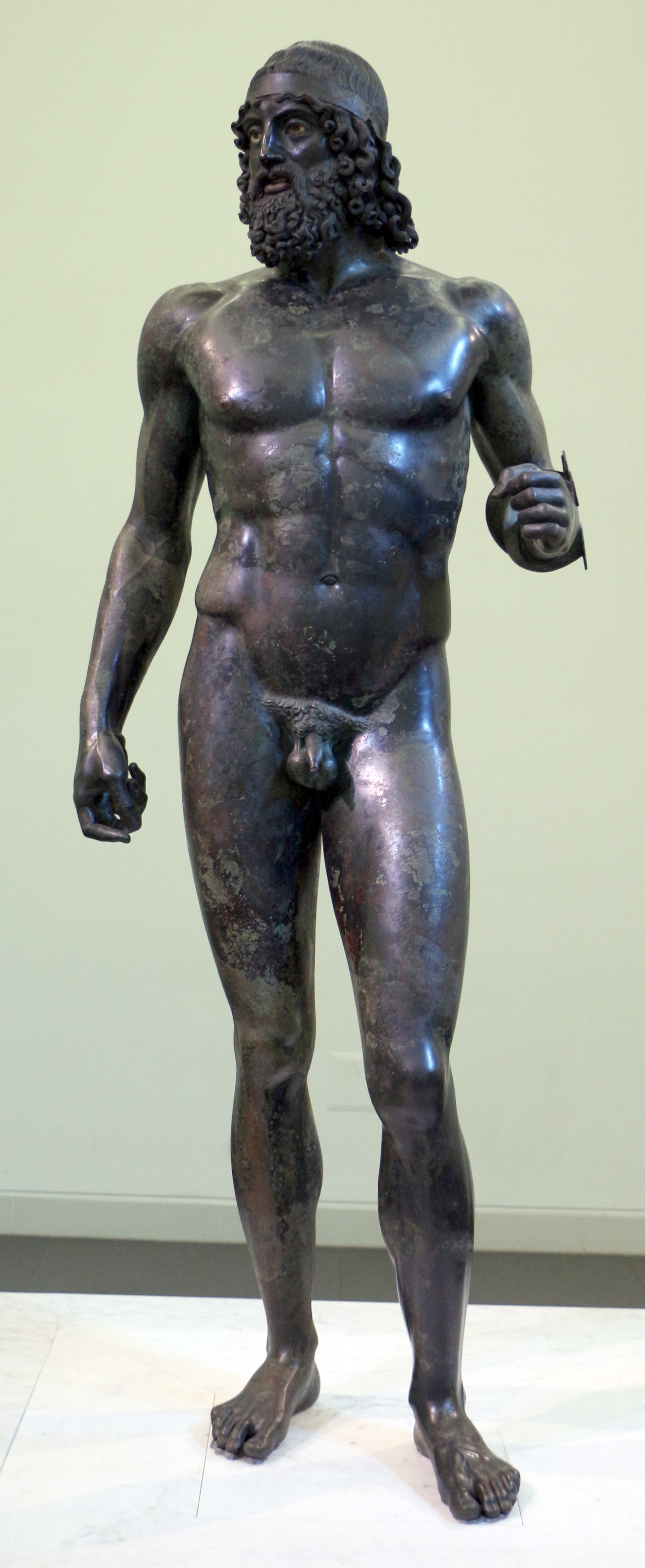
Вояк А

Скульптури отримали первісні позначки:
- Вояк А (молодий), 205 см заввишки,
- Вояк Б (старий), 198 см заввишки.

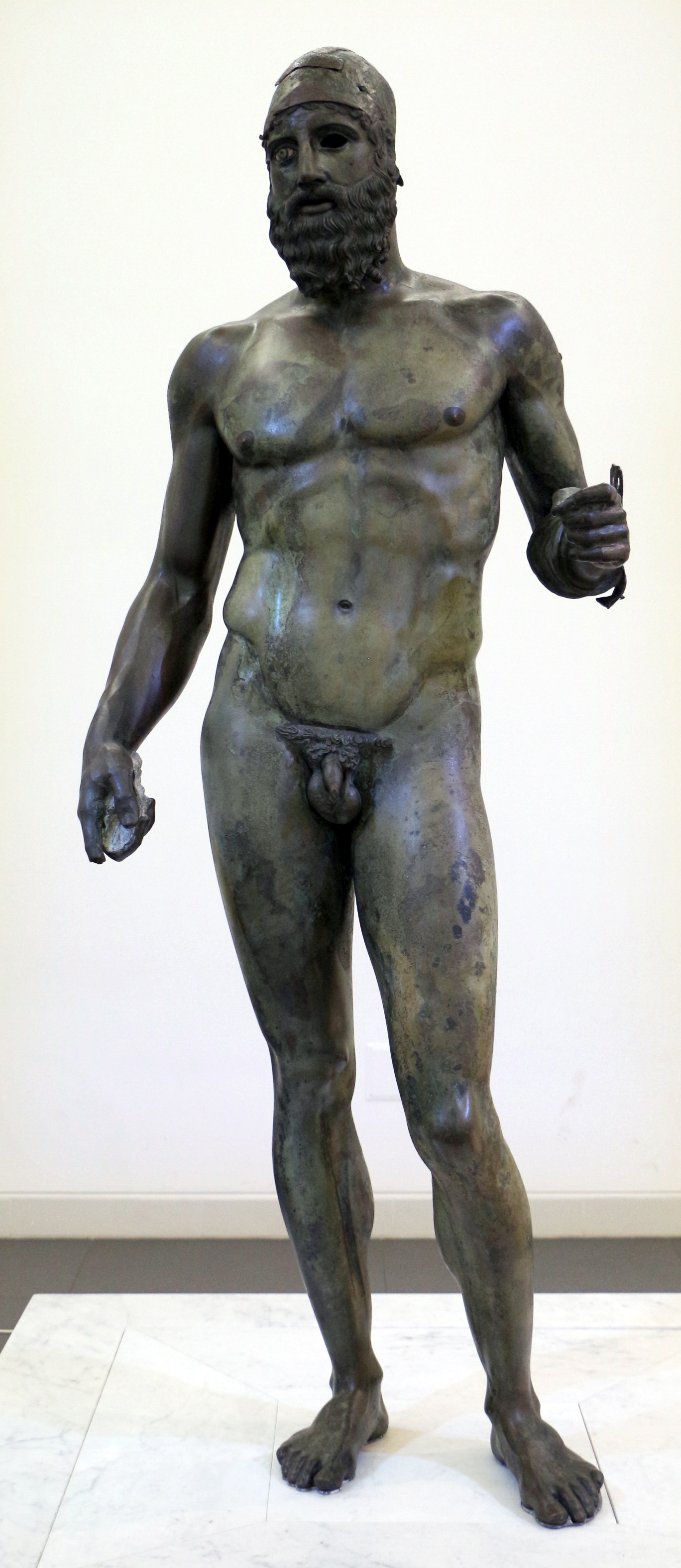
Вояк Б

Обличчя обох вояків бородаті, але Вояк А виглядає молодшим, що й позначено в назві. Обидві фігури повністю оголені та мають подібну позу — зігнута ліва нога, ліва рука зігнута у лікті і по залишкам металу дозволила припустити колишню наявність щитів, що не збереглися. Голову Вояка А прикрашає стрічка (або шкіряний ремінець). Голову Вояка Б щось прикривало зверху, але річ не збереглася. Тому зачіски на голові нема, це оголена поверхня, яку щось прикривало. За первісними припущеннями це могли бути лавровий вінець, капелюшок чи шолом. Обидві фігури щось тримали в правій руці, але річ не збереглася. Якщо вони вояки, то це — зброя (меч або спис).
Скульптури виконані з бронзи, товщина якою досягає восьми міліметрів. Губи і грудні соски зроблені з червонуватої міді. Очі інкрустовані слоновою кісткою та білим мармуром. Лише одне око Вояка Б добре зберегло інкрустоване око, інше втрачене, що робить вираз його обличчя неоднозначним. Під час реставрації відсутнє око не відновлене заради збереження оригінальності твору, як не відновлено і його капелюшка. Очі вояків зберегли навіть залишки вій, які старанно зміцнені під час реставрації. В напіввідчиненому роті Вояка А знайдені зуби, що зроблені зі срібла. Ноги скульптур мають штирі з свинцю, якими фігури поєднували з первісними постаментами. М'який свинець дозволив зірвати фігури з постаментів без пошкоджень.
Скульптури дослідили рентгеном, що надало можливість побачити приховані тріщини і ремонтні шви. Дослідників чекало невелике відкриття: права рука Вояка Б (старого) була пошкоджена ще в античні часи. Її відтворили наново і закріпили на готовій скульптурі. Метал, з якого створена ця рука, відрізнявся від металу самої скульптури. Адже і в Греції — землетруси не новина. Під час одного з них скульптура і могла бути пошкоджена.
Поверхня скульптур вичищена з допомогою пневматичних і ультразвукових пристроїв, зміцнена особливими речовинами і вкрита рідиною, що не міняє колір поверхні і захищає стародавню бронзу від агресивних чинників середовища.

## Гіпотези походження

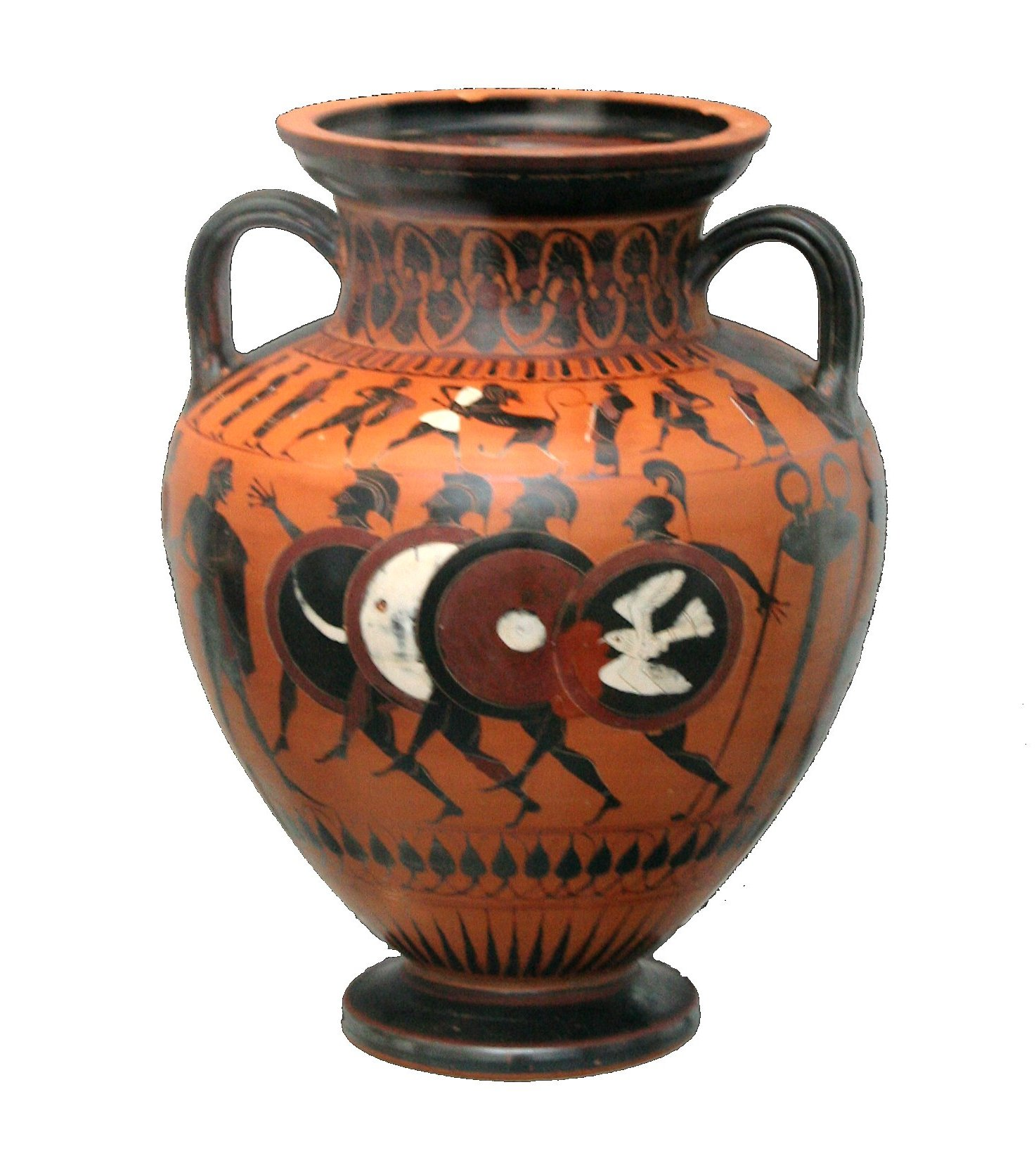
Чорнофігурна амфора. Змагання гоплітів зі зброєю. Знахідка з Вульчі, Етрурія

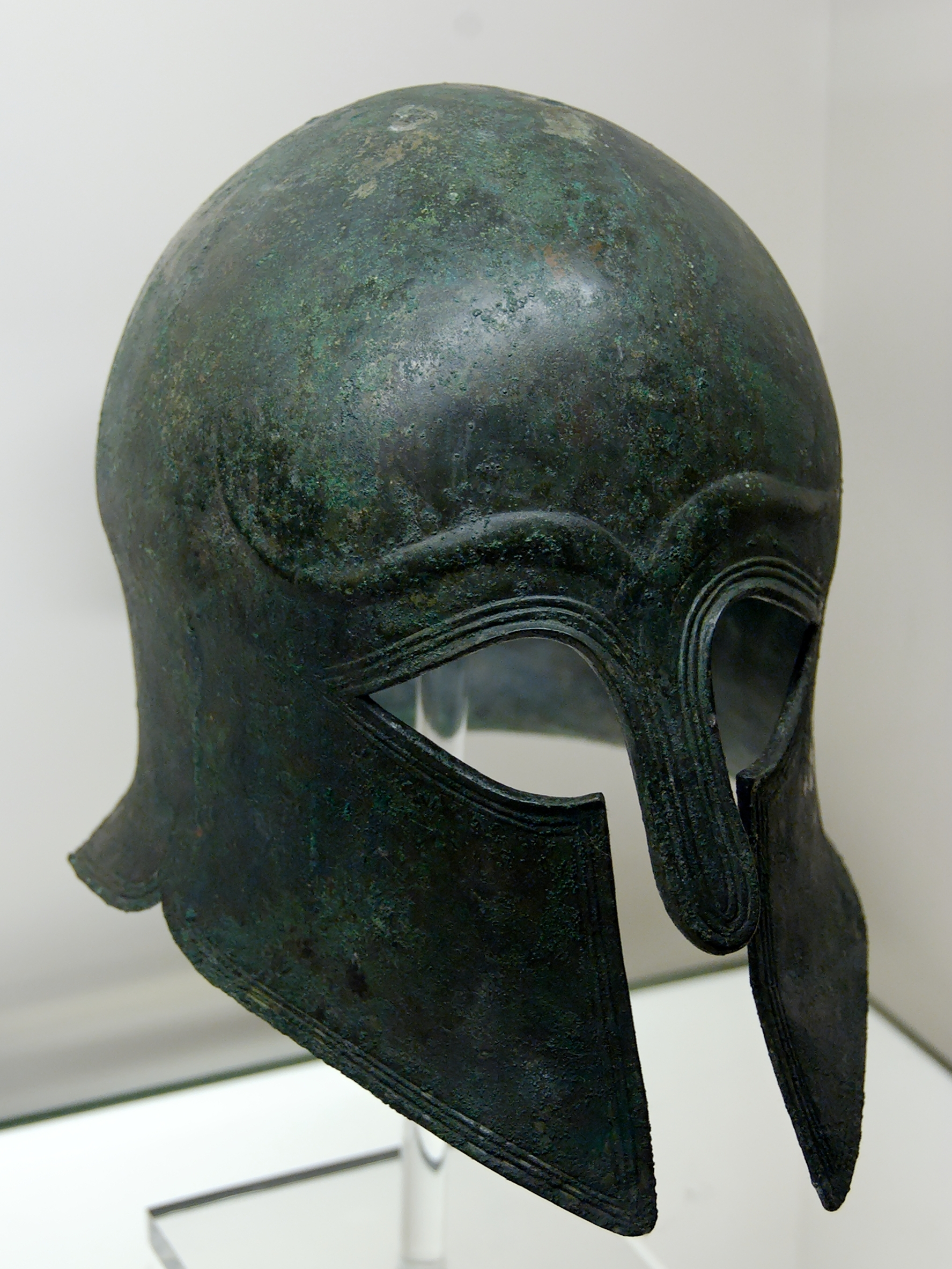
Коринфський шолом. Британський музей, Лондон

За попередніми гіпотезами, скульптури створені в Греції або в Сицилії. Скульптури перевозили морем, але човен або розбився у шторм, або команда викинула важкі вантажі в море, щоб врятуватися. Тоді зрозуміло, чому не знайдено залишків човна, хоча залишається невідомим кінцевий пункт прибуття човна.
Надзвичайна мистецька вартість бронзових скульптур вояків з Ріаче дозволяє вважати їх оригіналами давньогрецьких майстрів V століття до н. е. Між дослідниками розпочалися значні розбіжності в питаннях як щодо точного датування скульптур, так і щодо назви фігур, їх авторства й місця виготовлення.

## Друга реставрація
Дещо прояснила ситуацію друга реставрація, проведена у 1990-х рр. Фігури наново дослідили, були узяті зразки сплаву на дослідження. Фахівці дійшли висновку, що скульптури створені з використанням технології втраченого воску. Спочатку створюють ретельну глиняну скульптуру-основу на каркасі, яку вкривають воском. Поверхню наново вкривають товстим шаром глини — форми, що опалюють. Віск витікає через спеціальні отвори, таким чином утворюється тверда порожнеча, проміжок між двома формами, куди заливають рідку бронзу і дають охолонути. Верхню форму знімають, а отриману фігуру чистять, шліфують, роблять чеканку тонких деталей (брови, пасми зачіски тощо), створюють штучні очі інкрустацією. Ця технологія має недолік, бо в порожнині скульптури залишаються шматки глини. Ці залишки і були вичіщені під час другої реставрації та взяті на нові дослідження. По речовинам з порожнини бронзових фігур був окреслений приблизний район виробництва бронзових скульптур. Під час другої реставрації намагалися почистити та зміцнити бронзові фігури ще й з середини.

## Нові гіпотези походження

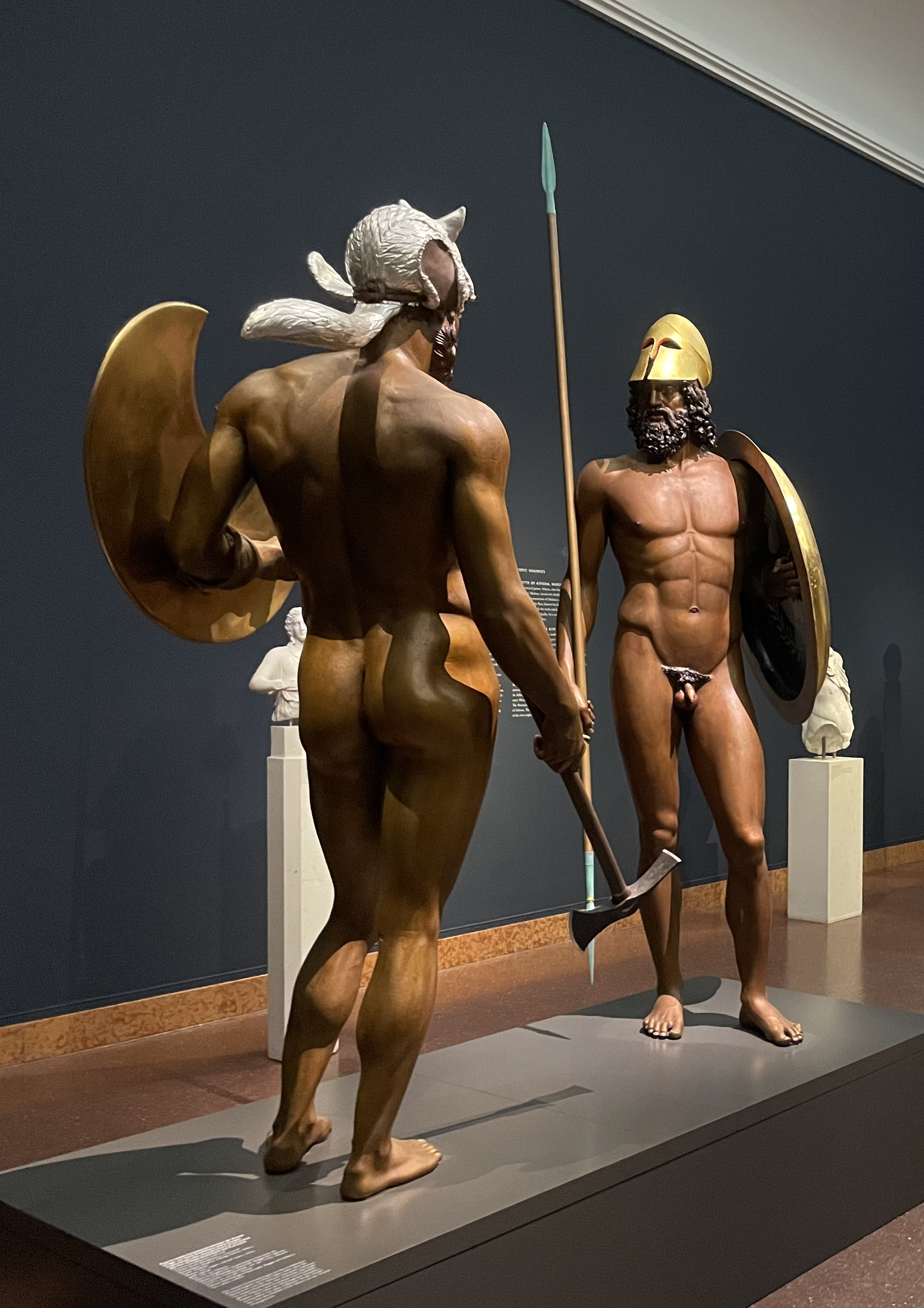
Експериментальна реконструкція первісного вигляду скульптур

Чергові гіпотези стосувалися як назви героїв, так і деталей скульптур. Дійшли висновку, що Вояк Б (старий) не міг мати на голові вінець з лаврового листя чи капелюх. Залишки бронзи на голові скульптури вказують на жмут бавовни, який підкладали під металевий шолом, аби захищати голову від дотиків металу. Найвірогіднішим визнали Коринфський шолом, поширений серед вояків в часи створення фігур. Знаряддя вояків розпізнають як знаряддя гоплітів.
Надзвичайно гострі суперечки точаться навколо сюжету фігур, їх ймовірних імен та авторства скульптур. Стилістичний аналіз та апаратні методи дослідження доводять, що Вояк А (молодий) — виготовлений раніше, його відносять до так званого «суворого» стилю в давньогрецькій бронзовій скульптурі.
Вояк Б (старий) — пізніший твір, а його образ спокійніший і врівноважений.
Фігури Вояків з Ріаче не є портретами конкретних осіб, незважаючи на деяку портретну подібність і індивідуальність облич. Це узагальнені зображення міфічних героїв, надзвичайно реалістично відтворених в бронзі і наближених до бажаного ідеалу.

### Можливі автори
Серед можливих авторів фігур (за декількома гіпотезами науковців) — усі уславлені скульптори V століття до н. е. Серед названих імен — Мирон (скульптор), Алкмен чи сам Фідій (490—431 до н. е.)
Рідкі конографічні матеріали, які є в розпорядженні дослідників, привели до висновку, що фігури мали якесь відношення або до Фідія, або до його майстерні. Гейдельбергзький музей в Німеччині зберігає давньогрецький рельєф з кераміки з зображенням міфічного героя Кодроса, обличчя якого підозріло подібне до профілю Вояка А (молодого). З літератури відомо, що Фідій з помічниками робив композицію з одинадцяти бронзових фігур для храму в Дельфах. Два вояки з Ріаче могли бути серед цих одинадцяти. Це лише одна з гіпотез.

## Вплив на масову культуру

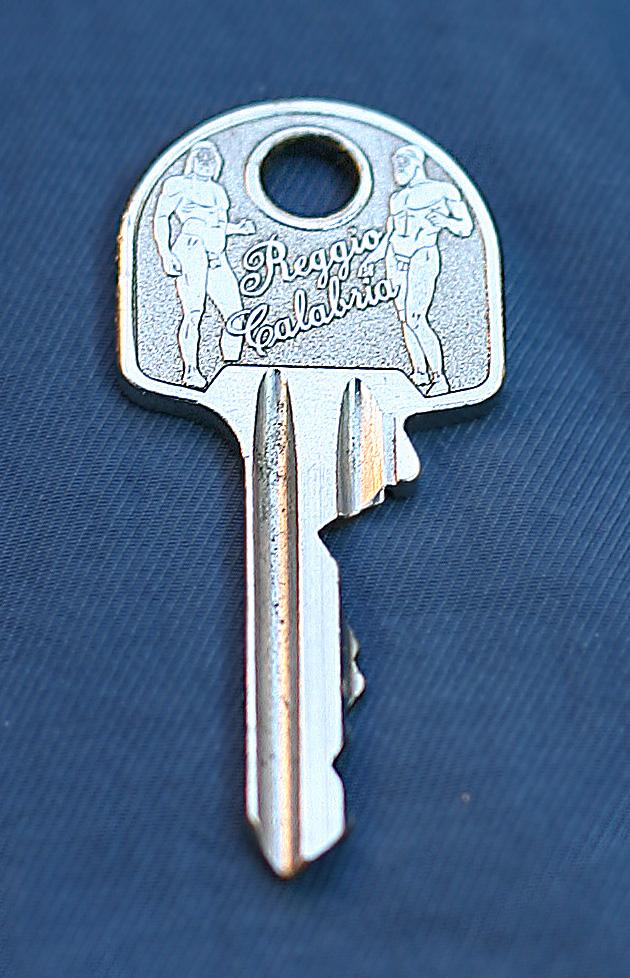
Сучасний ключ із зображенням Вояків з Ріаче

Зацікавленість у скульптурах з Ріаче супроводжувалась ажіотажем як серед науковців і музейників, так і серед журналістів і туристів. На шпальтах газет і в наукових статтях точився жвавий діалог про саму знахідку, про реставрацію та дослідження. До досліджень залучилися науковці з різних країн і континентів.
Виставки тільки в Італії збирали кілометрові черги. Бронзові скульптури вважалися культурним надбанням Калабрії, де їх і почали експонувати постійно. Сейсмічна небезпека Калабрії та міста Реджо ді Калабрія спонукала до підвищених запобіжних заходів щодо збереження скульптур у часи землетрусів. Для скульптур виготовлені спеціальні антисейсмічні платформи. П'єдестали скульптур — сучасні, бо скульптури зірвали з колишніх баз і перевозили окремо. Бази виготовлені з каррарського мармуру, а фігури встановлені на особливі антисейсмічні «подушки». Зміцненню бронзових фігур з новими п'єдесталами сприяють і залишки ще античних металевих штирів.
Вояки з Ріаче відразу стали символом міста Реджо ді Калабрія, його головною туристичною атракцією. Зображення Вояків з Ріаче розійшлися світом у тисячах поштівок, брелоків, рельєфів на ключах тощо.